# Festival Viñetas Sueltas

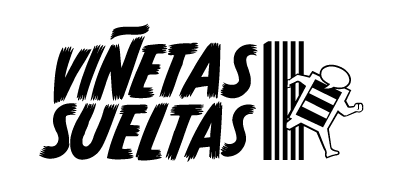
Primer isologo del Festival

El Festival Viñetas Sueltas consiste en un encuentro anual relacionado con el mundo de la historieta Sudamericana y Europea. Se lleva a cabo en la Ciudad de Buenos Aires, Argentina, y está a cargo de la Asociación Civil Viñetas Sueltas.
El Festival Viñetas Sueltas está hermanado con los Festivales Viñetas con Altura de La Paz, Bolivia; Montevideo Comics de Montevideo, Uruguay; y es partner del Festival Bilbolbul de Bologna, Italia y la Semana Negra de Guijón, España.

## Edición 2008
La primera edición del Festival tuvo lugar del día 20 al 24 de mayo de 2008. En esa ocasión, las sedes fueron el Centro Cultural Ricardo Rojas de la Universidad de Buenos Aires, la Alianza Francesa y el Centro Cultural de España en Buenos Aires (CCEBA). El Festival contó en esa ocasión con el apoyo de las mencionadas organizaciones, más la Embajada de Francia en Argentina, la Embajada Suiza y el Goethe Institute Buenos Aires.

## Edición 2009
La edición 2009 del Festival se llevó a cabo del 25 al 31 de mayo en el Centro Cultural Recoleta, el MALBA y la Alianza Francesa, organizado por la Asociación Civil Viñetas Sueltas, la Embajada De Canadá, el CCEBA - AECID, la Embajada de Francia y la Alianza Francesa, el Istituto Italiano di Cultura, la Oficina Cultural de la Embajada de Italia, la Embajada de Suiza, el Gobierno de la Ciudad de Buenos Aires, el MALBA Y el Centro Cultural Recoleta. Apoyan el Festival la Embajada de Bélgica Y Wallonie Bruxelles International, la Ciudad de Ginebra en Suiza y el SEACEX, Sociedad Estatal para la Acción Cultural Exterior, de España.

## Edición 2010
El Festival fue reemplazado por una Gran Semana Suelta de Viñetas, del 23 de septiembre al 2 de octubre. El nuevo evento engloba una variedad de actividades distribuidas en distintos espacios de la Ciudad de Buenos Aires, incluyendo el primer Congreso Internacional de Historietas Viñetas Serias, a desarrollarse en la Biblioteca Nacional de Argentina.

## Edición 2012
El Festival tuvo lugar del 30 de septiembre al 7 de octubre. Las actividades se distribuyeron en la Ciudad de Buenos Aires del 30 al 5 de octubre, y se trasladaron al predio ferial de Tecnópolis el fin de semana del 6 y 7. Previo al festival, se llevó adelante el segundo Congreso Internacional de Historietas Viñetas Serias, en la Biblioteca Nacional de Argentina.

## Ediciones 2013, 2014 y 2015
Los organizadores estuvieron a cargo de la producción del Festival Comicópolis en el predio ferial de Tecnópolis, por lo que no se realizaron Festivales con el nombre de Viñetas Sueltas.
En 2014 los organizadores colaboraron en la organización del tercer Congreso Internacional de Historietas Viñetas Serias, en la Facultad de Ciencias Sociales (Universidad de Buenos Aires).

## Edición 2016
El Festival tuvo lugar en el Palais de Glace.

## Edición 2017
El Festival tuvo lugar en la Manzana de las Luces.